# AI: 더 솜니움 파일즈
《AI: 더 솜니움 파일즈》는 스파이크 춘소프트가 개발하고 배급한 어드벤처 게임이다. 《극한탈출》 시리즈의 디자이너 및 작가 우치코시 코타로가 기획하고 각본을 맡았다. 2019년 9월 마이크로소프트 윈도우, 닌텐도 스위치 및 플레이스테이션 4 플랫폼으로 출시됐으며 2021년 엑스박스 원 이식판이 발매됐다.
배경은 초고도 기술이 발달한 근미래 도쿄로 비밀기관 ABIS의 특수요원 다테 카나메를 주인공으로 도쿄에서 벌어지는 사건들을 파헤치는 이야기를 다뤘다. 《AI: 더 솜니움 파일즈》의 게임플레이는 크게 조사와 솜니움 탐험으로 나뉜다. 조사 단계에서는 현실 세계에서 도구를 이용해 탐색하는 비주얼 노블 형식으로 진행하며, 솜니엄 탐험 단계에선 다테가 목격자나 용의자를 조사하기 위해 꿈의 세계 '솜니움'으로 들어가 6분 간의 제한 시간동안 최대한 조사하는 형태로 진행한다. 플레이어의 행동들은 게임의 이야기 진행구도에 영향을 미치며 이에 따라 여러 가지의 결말들 중 하나로 결정된다.
《AI: 더 솜니움 파일즈》는 강렬한 인상을 남기는 이야기 진행, 독창적인 게임플레이, 그리고 뛰어난 목소리 연기로 대체적으로 호평을 받았다. 2022년에 후속작 《AI: 더 솜니움 파일즈 – 니르바나 이니셔티브》가 발매됐다.

## 반응
《AI: 더 솜니움 파일즈》는 리뷰 애그리게이터 웹사이트 메타크리틱에서 닌텐도 스위치판과 플레이스테이션 4판이 각각 86/100점, 78/100점을 기록해 "대체적으로 긍정적인 평가"를 받았다. 발매해에 12번째로 가장 높은 평가를 받은 닌텐도 스위치 게임이었다.

## 참조

### 내용주
1. ↑  영어: AI: The Somnium Files, 일본어: AI：ソムニウム ファイル